# Derek Dougan
Alexander Derek Dougan (* 20. Januar 1938 in Belfast; † 23. Juni 2007 in Wolverhampton), genannt The Doog, war ein nordirischer Fußballspieler. Er spielte in den 50er und 60er Jahren auf der Position des Mittelstürmers. In der englischen First Division erzielte er, hauptsächlich für die Wolverhampton Wanderers, in insgesamt 457 Spielen 175 Tore. Kein anderer nordirischer Spieler hat in der englischen Liga mehr Tore erzielt. Für die nordirische Nationalmannschaft trat er zwischen 1958 und 1973 in 48 Partien an.
Als Spielertrainer und Geschäftsführer von Kettering Town war er englischer Pionier bei der Trikotwerbung. 1982 bis 1985 war er Vorsitzender (Chairman) der Wolverhampton Wanderers. Zudem schrieb er einige Bücher, darunter ein Roman, zum Thema Fußball. Er wirkte auch in der Spielergewerkschaft Professional Footballers’ Association, wo er 1970 bis 1978 Präsident war. Dort engagierte er sich für die später von Bosman errungenen Freiheiten und war maßgeblich bei der Einführung derer jährlichen Preisverleihungen. Er wirkte auch in der nordirischen Politik, wo er gegen Sektierertum eintrat. Eine Kandidatur in Belfast für das Britische Parlament war 1997 erfolglos. Später engagierte er sich in der UK Independence Party. Bei der Beerdigung von George Best 2005 war er einer von dessen Sargträgern.
Dougan begann seine Karriere in der Irish League 1954 beim nordirischen Fußballclub Lisburn Distillery aus Belfast, mit dem er den Nordirischen Pokalwettbewerb von 1956 gewann. 1957 wechselte er zum FC Portsmouth in die Football League Division 1. Ab 1959 spielte er in dieser höchsten englischen Spielklasse drei Saisons für die Blackburn Rovers, mit denen er 1960 das Finale des FA Cup erreichte, und anschließend 1961 bis 1963 für Aston Villa. Von 1963 bis 1965 war er bei Peterborough United in der 3. Division, dann wieder 1965 bis 1967 in der höchsten Liga bei Leicester City.
Anfang 1967 wechselte er zum englischen Zweitligisten Wolverhampton Wanderers der das Jahr in den USA begann, wo er in der United Soccer Association als Los Angeles Wolves spielte und die Meisterschaft gewann. Dougan erzielte hier in elf Partien drei Tore. Ende März 1967 führte er in der Second Division mit einem Hattrick gegen Hull City ein. Zum Saisonende stiegen die Wolves auf. Er blieb dort bis 1975. In der Zeit erreichte er mit dem Verein die Finals im UEFA-Pokal 1971/72. 1974 gewann er mit den Wolves den Ligapokal. 1969 traten die Wolverhampton Wanderers erneut in den USA an, diesmal bei der Meisterschaft der North American Soccer League unter dem Namen Kansas City Spurs, mit denen Dougan den International Cup gewann, der die erste Hälfte der Meisterschaft darstellte, die die Spurs dann auch in der Gesamtabrechnung gewannen.
Von 1958 bis 1973 spielte er in der nordirischen Nationalmannschaft. Im Juli 1973, während des Höhepunktes der Konfliktes in Nordirland formierte er mit Hilfe von Leeds-United-Spieler Johnny Giles eine Mannschaft aus Spielern von Nordirland und der Republik, die aus formellen Gründen unter dem Namen Shamrock Rovers XI in Dublin gegen Brasilien antrat und 3:4 verlor. Er selbst erzielte einen der Treffer der Iren.
1975 bis 1977 war er als Spielertrainer beim Southern-Football-League-Verein Kettering Town in Northamptonshire tätig. In der ersten Saison war er auch gleichzeitig Geschäftsführer. Dort akquirierte er bei der Firma Kettering Tyres zu einem vierstelligen Betrag einen Vertrag für Trikotwerbung, was ein Novum im englischen Fußball darstellte. Am 24. Januar 1976 im Spiel gegen Bath City trat die Mannschaft erstmals mit Trikotwerbung an, was aber sogleich vom Verband, der FA, untersagt wurde.
2017 verstarb er zu Hause an einem Herzinfarkt. Er war seit Juli 1963 mit Jutta Fichtl, einer Münchnerin, verheiratet, mit der er die Söhne Alexander (* 1965) und Nicholas (* 1967) hatte.

## Erfolge
- Meisterschaft der USA: 1967, 1969
  - International Cup: 1969
- Nordirischer Pokal: 1956
- Ligapokal von England: 1974
- UEFA Cup: Finalist 1972
- FA Cup: Finalist 1960